# Ракитич, Иван
И́ван Ра́китич (хорв. Ivan Rakitić; род. 10 марта 1988 года, Райнфельден, Швейцария) — хорватский футболист, выступавший на позиции центрального полузащитника. Вице-чемпион мира 2018 года.
Воспитанник футбольной академии клуба «Базель», в составе первой команды дебютировал в 2005 году. Проведя два сезона в основе швейцарского клуба, летом 2007 года перешёл в немецкий «Шальке-04», за который отыграл 97 матчей и забил 12 голов. В зимнее трансферное окно сезона 2010/11 перешёл в испанскую «Севилью», вместе с которой выиграл свой первый европейский трофей — Лигу Европы. За 3,5 года в команде Ракитич сыграл 117 матчей и забил 27 мячей, став капитаном и лидером клуба. В июне 2014 года стал игроком «Барселоны». В сентябре 2020 года, после 6 лет, проведённых в каталонском клубе, вернулся в «Севилью». 31 января 2024 года перешёл в саудовский клуб «Аш-Шабаб», где провёл полгода. Затем, 21 июля 2024 года, подписал контракт с хорватским клубом «Хайдук».

## Клубная карьера

### «Базель»
Начинал заниматься футболом в клубе «Мёлин-Рибург». В 2002 году 14-летний Ракитич попал в футбольную школу «Базеля». Через три года был заявлен за основную команду, и 29 августа 2005 года дебютировал за клуб в матче Кубка УЕФА против боснийской команды «Широки Бриег» (1:0).
В сезоне 2006/07 стал игроком основного состава и в 33 матчах забил 11 голов, став вторым бомбардиром команды после Младена Петрича. По итогам этого сезона был назван лучшим молодым игроком чемпионата Швейцарии.

### «Шальке 04»

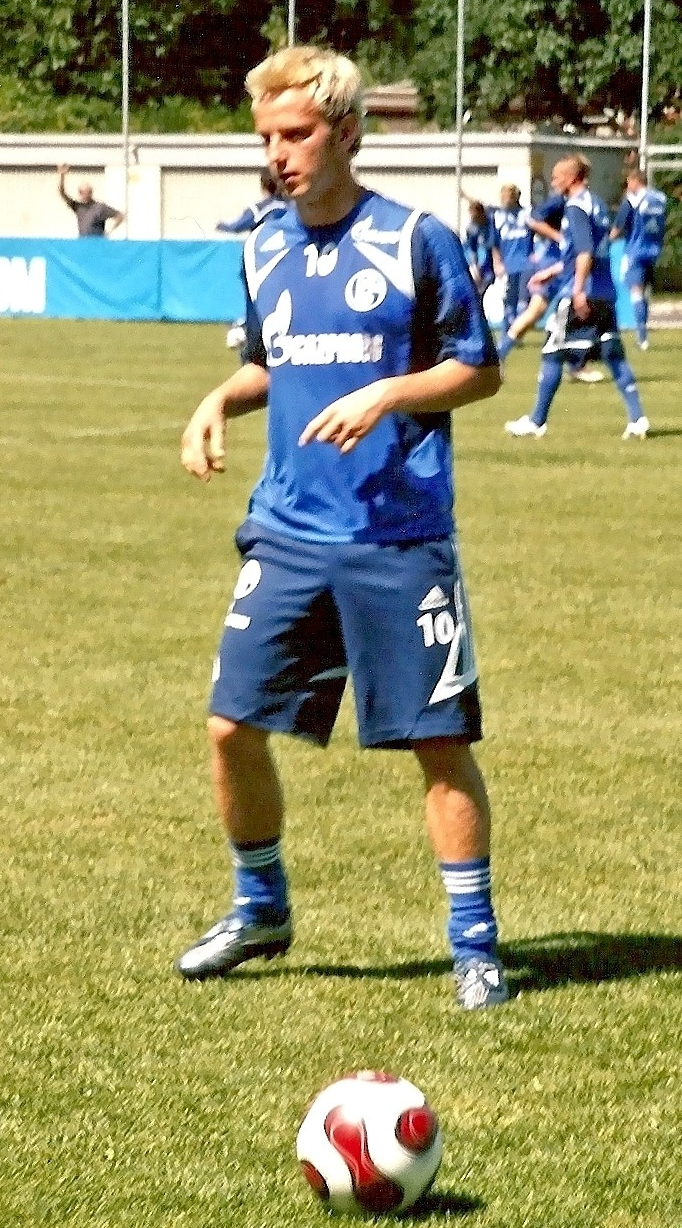
Ракитич во время выступлений за «Шальке», 2008 год

22 июня 2007 года Ракитич заключил четырёхлетний контракт с «Шальке 04». Сумма трансфера составила 5 млн евро. Главный тренер Мирко Сломка взял Ракитича в качестве замены бразильцу Линкольну, перешедшему в «Галатасарай». Дебют в Бундеслиге состоялся 10 августа в матче со «Штутгартом» (2:2), в котором Ракитич, выйдя на замену на 70-й минуте встречи, забил гол уже спустя 5 минут. Второй свой гол забил в ворота мюнхенской «Баварии» (1:1). В Лиге чемпионов помог клубу впервые в истории выйти в четвертьфинал.

### «Севилья»

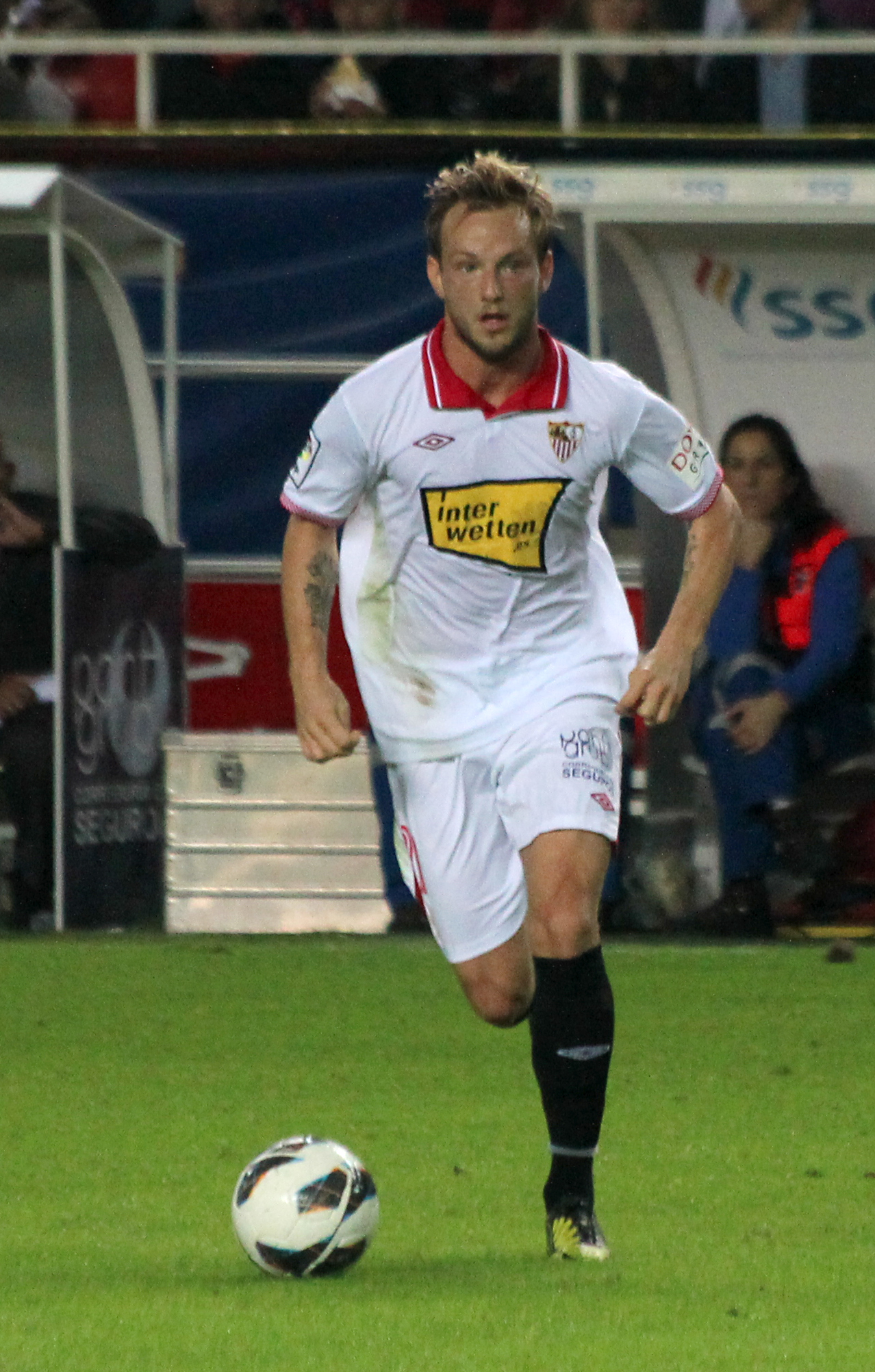
Ракитич в составе «Севильи»

28 января 2011 года Ракитич подписал контракт с испанским клубом «Севилья» на 4,5 года, сумма трансфера составила 2,5 млн евро. 6 февраля дебютировал за «Севилью» в матче Примеры против «Малаги», в котором вышел на поле с первых минут. В следующей игре против «Расинга» забил автогол, в следующей игре против «Эркулеса», забив свой первый мяч за «Севилью». Из-за перелома стопы Ракитичу пришлось пропустить последние четыре игры в испанском чемпионате. В первом сезоне за клуб отыграл 13 матчей и забил 5 голов, оставаясь игроком стартового состава.
В сезоне 2011/2012 Ракитич продолжал быть важнейшим игроком клуба. В ходе сезона он был использован в качестве главного разрушителя (полузащитника оборонительного плана). К концу сезона Ракитич провёл 39 матчей, забил один гол в Кубке Испании и сделал шесть голевых передач.
Ракитич начал сезон 2012/2013 с голевой передачи в матче 1-го тура Примеры против «Хетафе». 12 сентября сделал ещё одну голевую передачу и помог одержать победу над мадридским «Реалом». Он забил свой первый гол в сезоне в 5-м туре чемпионата Испании против «Депортиво». Также забил два гола в стартовые 20 минут севильского дерби против «Бетиса». Статистика показывает, что Ракитичем создано 100 моментов для взятия ворот и поэтому показателю хорват занимает четвёртое место в Европе.
Перед началом сезона 2013/2014 главный тренер «Севильи» Унаи Эмери сделал Ракитича капитаном команды. Он забил два гола в матче против «Реал Мадрида» на «Сантьяго Бернабеу» (конечный счёт 7:3, особенно красивым получился второй гол хорвата). В январе получил награду лучшего игрока месяца чемпионата Испании. В еврокубках Ракитич помог добраться «бело-красным» до финала Лиги Европы, в котором команда одержала победу в серии послематчевых пенальти против «Бенфики». А Ракитича УЕФА признала лучшим игроком матча. По итогам сезона полузащитник был включён в символическую сборную чемпионата Испании и Лиги Европы УЕФА. Также Ракитич выиграл награду Fair Award Play и был номинирован на звание лучшего полузащитника Примеры, уступив в итоге Андресу Иньесте.

### «Барселона»

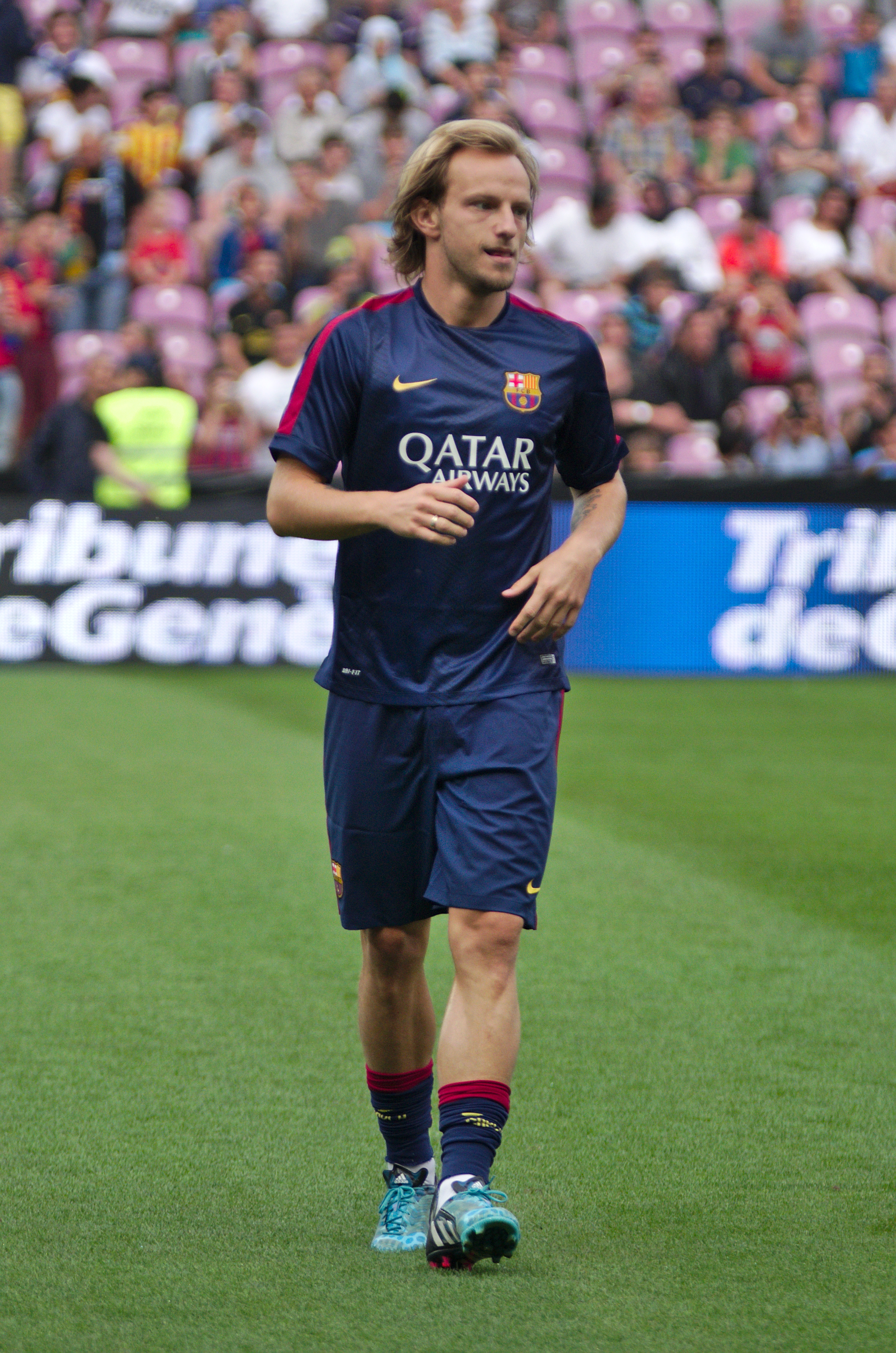
Ракитич в составе «Барселоны»

16 июня 2014 года Ракитич подписал пятилетний контракт с «Барселоной», которая заплатила за хавбека 18 млн евро с возможностью увеличения суммы на 3 млн евро при удачном выступлении за «сине-гранатовых». Полузащитник по ходу игрового сезона выбрал для себя номер 4, который достался ему от ушедшего Сеска Фабрегаса. Официальный дебют пришёлся на матч 1-го тура испанского чемпионата 24 августа против «Эльче». Первый гол Ракитич забил 21 сентября, поразив ворота «Леванте» из-за пределов штрафной площади. 18 марта 2015 года забил свой первый гол в Лиге чемпионов УЕФА, принеся «Барселоне» победу в 1/8 финала над «Манчестер Сити» (1:0). 6 июня забил первый гол в матче финала Лиги чемпионов против итальянского «Ювентуса». Матч завершился победой 3:1 в пользу «каталонцев», а Ракитич вместе с командой выиграл три трофея за сезон: национальный чемпионат, Кубок Испании и Лигу чемпионов. Второй год подряд хорват по итогам сезона попал в символическую сборную Примеры и еврокубка.

### «Севилья»
1 сентября 2020 года Ракитич вернулся в «Севилью». Сумма трансфера составила 1,5 млн евро, ещё 9 млн «Барселона» может получить в качестве бонусов за результативность. Ракитич подписал с клубом контракт до 30 июня 2022 года. 27 сентября в матче против «Кадиса» забил дебютный гол за клуб после возвращения в команду. Полузащитник «Севильи» Иван Ракитич открыл счёт в матче чемпионата Испании с «Атлетико» (2:1). Ракитич забил свой 56-й гол в Ла Лиге. Больше среди хорватов забил лишь Шукер (114).
30 января 2024 года покинул «Севилью». На счету Ракитича 323 игры в составе команды из Андалусии, в которых он забил 51 гол и сделал 63 результативные передачи. Вместе с командой хорват дважды выигрывал Лигу Европы.

### «Аш-Шабаб» и «Хайдук», завершение карьеры
31 января 2024 года заключил контракт на полтора года с клубом из Саудовской Аравии «Аш-Шабаб».
21 июля 2024 года заключил контракт по схеме «1+1»: один год с опцией продления ещё на один год с клубом из Хорватии «Хайдук». 1 июля 2025 года главный тренер клуба Гонсало Гарсия объявил о завершении Ракитичем карьеры футболиста и переходе на должность ассистента спортивного директора «Хайдука». 7 июля Ракитич объявил об этом решении в социальных сетях.

## Карьера в сборной
Несмотря на то, что Ракитич играл за юниорскую и молодёжную сборные Швейцарии, он принял решение откликнуться на приглашение главного тренера сборной Хорватии Славена Билича. Дебют Ракитича за национальную команду состоялся 8 сентября 2007 года в отборочном матче Евро-2008 против национальной команды Эстонии. Первый гол за сборную он забил во второй своей игре против сборной Андорры.
В составе сборной играл на чемпионатах Европы 2008, 2012 и 2016 годов и на чемпионатах мира 2014 и 2018 годов. Сыграл за сборную 106 матчей и забил 15 мячей. По количеству матчей входит в пятёрку лидеров в истории сборной Хорватии.
21 сентября 2020 года хавбек объявил о завершении карьеры в национальной команде. Иван Ракитич, завершивший карьеру в сборной Хорватии, попрощался с болельщиками перед матчем отборочного турнира ЧМ-2022 с Россией. В составе национальной команды он провёл 106 матчей и забил 15 голов. Перед началом поединка с Россией хорваты устроили торжественные проводы Ракитича. Ему подарили памятную футболку.

## Статистика выступлений

### Клубная статистика
| Выступление      | Выступление      | Выступление      | Лига | Лига | Кубки | Кубки | Еврокубки | Еврокубки | Прочие | Прочие | Итого | Итого |
| Клуб             | Лига             | Сезон            | Игры | Голы | Игры  | Голы  | Игры      | Голы      | Игры   | Голы   | Игры  | Голы  |
| ---------------- | ---------------- | ---------------- | ---- | ---- | ----- | ----- | --------- | --------- | ------ | ------ | ----- | ----- |
| Базель           | Супер Лига       | 2005/06          | 1    | 0    | 1     | 0     | 1         | 0         | —      | —      | 3     | 0     |
| Базель           | Супер Лига       | 2006/07          | 33   | 11   | 5     | 0     | 9         | 0         | —      | —      | 47    | 11    |
| Базель           | Итого            | Итого            | 34   | 11   | 6     | 0     | 10        | 0         | —      | —      | 50    | 11    |
| Шальке 04        | Бундеслига       | 2007/08          | 29   | 3    | 3     | 1     | 7         | 0         | 3      | 0      | 42    | 4     |
| Шальке 04        | Бундеслига       | 2008/09          | 23   | 1    | 4     | 1     | 7         | 1         | —      | —      | 34    | 3     |
| Шальке 04        | Бундеслига       | 2009/10          | 29   | 7    | 4     | 0     | —         | —         | —      | —      | 33    | 7     |
| Шальке 04        | Бундеслига       | 2010/11          | 16   | 1    | 4     | 1     | 5         | 0         | 1      | 0      | 26    | 2     |
| Шальке 04        | Итого            | Итого            | 97   | 12   | 15    | 3     | 19        | 1         | 4      | 0      | 135   | 16    |
| Севилья          | Примера          | 2010/11          | 13   | 5    | 1     | 0     | 2         | 0         | —      | —      | 16    | 5     |
| Севилья          | Примера          | 2011/12          | 36   | 0    | 3     | 1     | 0         | 0         | —      | —      | 39    | 1     |
| Севилья          | Примера          | 2012/13          | 34   | 8    | 8     | 3     | —         | —         | —      | —      | 42    | 11    |
| Севилья          | Примера          | 2013/14          | 34   | 12   | 0     | 0     | 18        | 3         | —      | —      | 52    | 15    |
| Севилья          | Итого            | Итого            | 117  | 25   | 12    | 4     | 20        | 3         | —      | —      | 149   | 32    |
| Барселона        | Примера          | 2014/15          | 32   | 5    | 7     | 1     | 12        | 2         | —      | —      | 51    | 8     |
| Барселона        | Примера          | 2015/16          | 36   | 7    | 6     | 0     | 10        | 2         | 5      | 0      | 57    | 9     |
| Барселона        | Примера          | 2016/17          | 32   | 7    | 8     | 1     | 9         | 0         | 2      | 0      | 51    | 8     |
| Барселона        | Примера          | 2017/18          | 35   | 1    | 8     | 2     | 10        | 1         | 2      | 0      | 55    | 4     |
| Барселона        | Примера          | 2018/19          | 34   | 3    | 7     | 1     | 12        | 1         | 1      | 0      | 54    | 5     |
| Барселона        | Примера          | 2019/20          | 31   | 1    | 3     | 0     | 7         | 0         | 1      | 0      | 42    | 1     |
| Барселона        | Итого            | Итого            | 200  | 24   | 39    | 5     | 60        | 6         | 11     | 0      | 310   | 35    |
| Севилья          | Примера          | 2020/21          | 37   | 4    | 4     | 2     | 8         | 2         | 1      | 0      | 50    | 8     |
| Севилья          | Примера          | 2021/22          | 35   | 4    | 3     | 0     | 8         | 3         | —      | —      | 46    | 7     |
| Севилья          | Примера          | 2022/23          | 31   | 1    | 5     | 1     | 15        | 0         | —      | —      | 51    | 2     |
| Севилья          | Примера          | 2023/24          | 18   | 2    | 2     | 0     | 6         | 0         | 1      | 0      | 27    | 2     |
| Севилья          | Итого            | Итого            | 121  | 11   | 14    | 3     | 37        | 5         | 2      | 0      | 174   | 19    |
| Всего за карьеру | Всего за карьеру | Всего за карьеру | 569  | 83   | 86    | 15    | 146       | 15        | 17     | 0      | 818   | 113   |

1. ↑  Кубок Швейцарии, Кубок Германии, Кубок Испании.
2. ↑  Лига чемпионов УЕФА, Кубок УЕФА, Лига Европы УЕФА.
3. ↑  Суперкубок Германии, Суперкубок Испании, Суперкубок УЕФА, Клубный чемпионат мира.

### Выступления за сборную
| Сборная          | Год              | Отборочные матчи ЧМ | Отборочные матчи ЧМ | Финальные матчи ЧМ | Финальные матчи ЧМ | Отборочные матчи ЧЕ | Отборочные матчи ЧЕ | Лига наций УЕФА | Лига наций УЕФА | Финальные матчи ЧЕ | Финальные матчи ЧЕ | Товарищеские матчи | Товарищеские матчи | Итого | Итого |
| Сборная          | Год              | Игры                | Голы                | Игры               | Голы               | Игры                | Голы                | Игры            | Голы            | Игры               | Голы               | Игры               | Голы               | Игры  | Голы  |
| ---------------- | ---------------- | ------------------- | ------------------- | ------------------ | ------------------ | ------------------- | ------------------- | --------------- | --------------- | ------------------ | ------------------ | ------------------ | ------------------ | ----- | ----- |
| Хорватия         | 2007             | —                   | —                   | —                  | —                  | 4                   | 1                   | —               | —               | —                  | —                  | 1                  | 0                  | 5     | 1     |
| Хорватия         | 2008             | 4                   | 2                   | —                  | —                  | —                   | —                   | —               | —               | 3                  | 0                  | 4                  | 2                  | 11    | 4     |
| Хорватия         | 2009             | 6                   | 1                   | —                  | —                  | —                   | —                   | —               | —               | —                  | —                  | 2                  | 1                  | 8     | 2     |
| Хорватия         | 2010             | —                   | —                   | —                  | —                  | 4                   | 0                   | —               | —               | —                  | —                  | 4                  | 1                  | 8     | 1     |
| Хорватия         | 2011             | —                   | —                   | —                  | —                  | 4                   | 0                   | —               | —               | —                  | —                  | 2                  | 0                  | 6     | 0     |
| Хорватия         | 2012             | 3                   | 1                   | —                  | —                  | —                   | —                   | —               | —               | 3                  | 0                  | 4                  | 0                  | 10    | 1     |
| Хорватия         | 2013             | 7                   | 0                   | —                  | —                  | —                   | —                   | —               | —               | —                  | —                  | 4                  | 0                  | 11    | 0     |
| Хорватия         | 2014             | —                   | —                   | 3                  | 0                  | 4                   | 0                   | —               | —               | —                  | —                  | 3                  | 0                  | 10    | 0     |
| Хорватия         | 2015             | —                   | —                   | —                  | —                  | 6                   | 1                   | —               | —               | —                  | —                  | —                  | —                  | 6     | 1     |
| Хорватия         | 2016             | 2                   | 1                   | —                  | —                  | —                   | —                   | —               | —               | 4                  | 1                  | 1                  | 1                  | 7     | 3     |
| Хорватия         | 2017             | 6                   | 0                   | —                  | —                  | —                   | —                   | —               | —               | —                  | —                  | —                  | —                  | 6     | 0     |
| Хорватия         | 2018             | —                   | —                   | 7                  | 1                  | —                   | —                   | 3               | 0               | —                  | —                  | 4                  | 1                  | 14    | 2     |
| Хорватия         | 2019             | —                   | —                   | —                  | —                  | 4                   | 0                   | —               | —               | —                  | —                  | —                  | —                  | 4     | 0     |
| Всего за карьеру | Всего за карьеру | 28                  | 5                   | 10                 | 1                  | 26                  | 2                   | 3               | 0               | 10                 | 1                  | 29                 | 6                  | 106   | 15    |

## Достижения

### Командные
«Базель»
- Обладатель Кубка Швейцарии: 2006/07

«Севилья»
- Победитель Лиги Европы УЕФА (2): 2013/14, 2022/23

«Барселона»
- Чемпион Испании (4): 2014/15, 2015/16, 2017/18, 2018/19
- Обладатель Кубка Испании (4): 2014/15, 2015/16, 2016/17, 2017/18
- Обладатель Суперкубка Испании (2): 2016, 2018
- Победитель Лиги чемпионов УЕФА: 2014/15
- Обладатель Суперкубка УЕФА: 2015
- Победитель Клубного чемпионата мира: 2015

Сборная Хорватии
- Вице-чемпион мира: 2018

### Личные
- Спортсмен года в Хорватии: 2015
- Лучший футболист Хорватии: 2015
- Лучший игрок финала Лиги Европы УЕФА: 2014
- Игрок месяца Ла Лиги: январь 2014
- Входит в состав символической сборной чемпионата Испании (2): 2013/14, 2014/15
- Входит в состав символической сборной Лиги Европы УЕФА: 2013/14
- Входит в состав символической сборной Лиги чемпионов УЕФА: 2014/15
- Орден Князя Бранимира: 2018[22]

## Личная жизнь
В Швейцарию его родители эмигрировали в 80-е годы из Югославии. 11 июля 2013 года у Ракитича и его девушки Ракель Маури родилась дочь Алтея. В 2015 году состоялась свадьба. 1 мая 2016 года родилась дочь Адара.
Ракитич говорит на хорватском, немецком, испанском, английском, французском и итальянском языках. Владеет швейцарским футбольным клубом «НК Пайде».